# Josefa Elstner-Oertel
Josefa Elstner-Oertel (getauft als Clara Florentine Josefa Elstner; * 21. März 1888 in Löbau; † 3. November 1969 in Dresden) war eine deutsche Bibliothekarin und Märchenerzählerin. Sie verfasste Romane, Gedichte und Erzählungen, sammelte Volkslieder und Balladen.

## Leben
Josefa Oertels Vater war Josef Elstner, ein Viktualienhändler und Kaufmann in Dresden, verheiratet mit Toni Proske.
Sie bewarb sich um eine Tätigkeit an der Sächsischen Landesbibliothek in Dresden. Im April 1911 zunächst noch als Hilfskraft befristet, wurde sie im Oktober als erste bibliothekarisch arbeitende Frau an der Landesbibliothek fest angestellt und 1914 zur Bibliothekarsgehilfin ernannt.
Sie kündigte im März 1922, um sich künftig ganz dem Märchenerzählen zu widmen.
Josefa Elstner heiratete 1925 den Juristen und Schriftsteller Fritz Oertel und nahm den Doppelnamen Elstner-Oertel an.
Bis zu ihrem Lebensende arbeitete Elstner-Oertel als Vortragskünstlerin und Schriftstellerin. Darüber hinaus trat sie als Sammlerin von Volksliedern hervor.

## Werke
- Im bunten Wagen. Ein Künstler-Roman, Dresden 1925
- Der gläserne Berg. Ein deutsches Märchenspiel, Text zur gleichnamigen Oper von Walter Braunfels (op. 39), Köln 1928
- Aus den Sagen einer sächsischen Blumenstadt. Heimat-Balladen, Reichenau/Sachsen 1936
- Die schöne Wassilissa. Ein Handpuppen- und Marionettenspiel nach einem russischen Märchen, Dresden 1951
- Blümellieder (Liedersammlung). In: Die Kunstblume von der Antike bis zur Gegenwart, von Bruno Schier, Berlin 1957, S. 133–196